# Sint-Servatiuskerk (Berg)

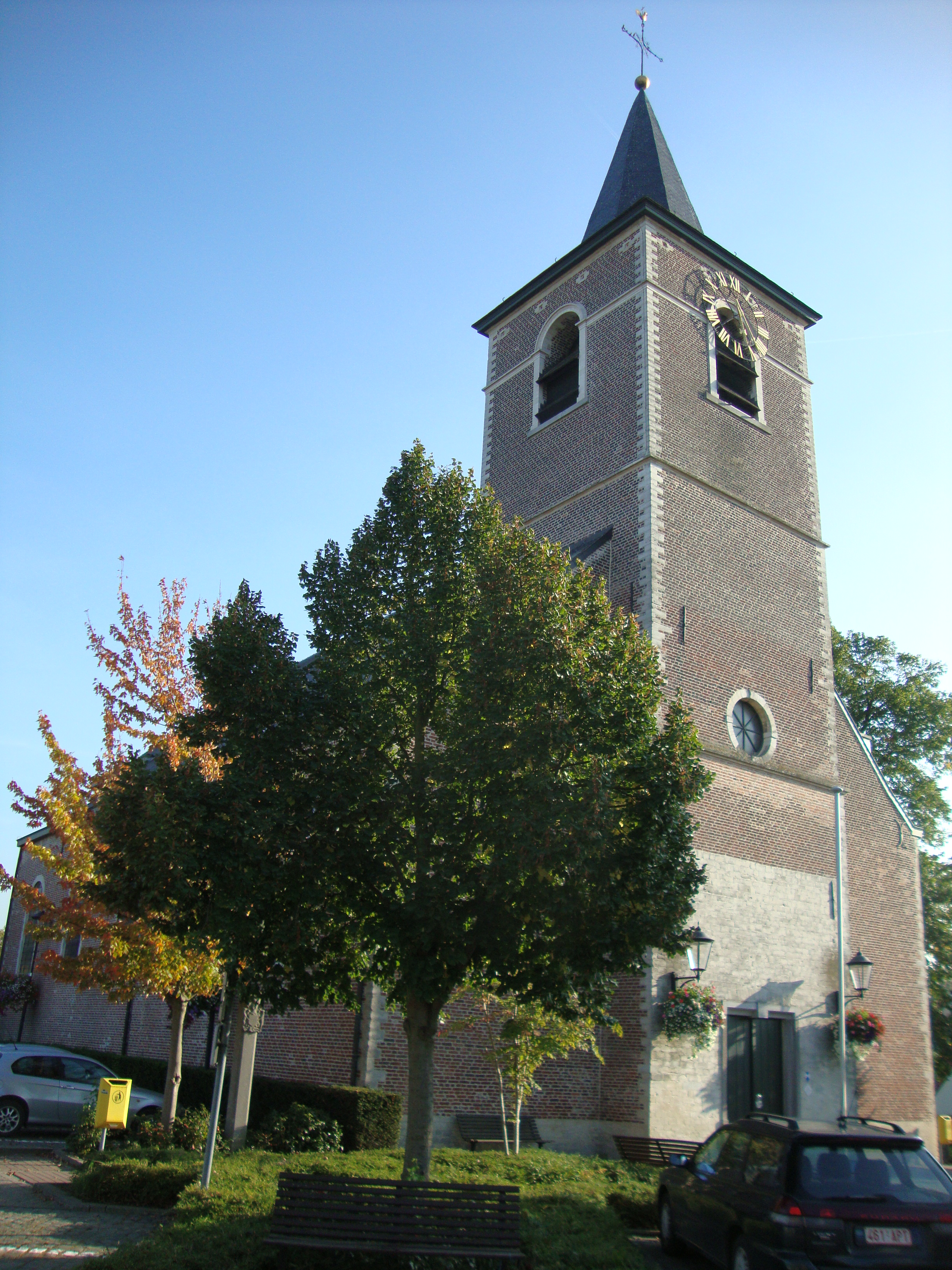
Sint-Servatiuskerk

De Sint-Servatiuskerk is de parochiekerk van de tot de Vlaams-Brabantse gemeente Kampenhout behorende plaats Berg, gelegen aan Bergstraat 58.

## Geschiedenis
De parochie van Berg is al oud, en mogelijk gesticht in de 8e eeuw. In 1142 werd het patronaatsrecht van de parochie geschonken aan de Sint-Adriaansabdij te Geraardsbergen. De kerk werd in 1640 getroffen door brand en hersteld als een eenbeukig laatgotisch kerkgebouw met vieringtoren.
In 1769 werd de kerk door de bliksem getroffen. Vanaf 1794 werd de kerk volledig herbouwd naar ontwerp van Remy Nivoy. De bouw duurde lang, mede wegens de onrustige politieke situatie in dit tijdvak. Pas in 1830 kwam de nieuwe kerk, in laat-classicistische stijl, gereed,
In 1961 werd het omringende kerkhof opgeheven en in 1996 werd de buitenzijde van de kerk gerestaureerd.

## Gebouw
Het betreft een laat-classicistische, naar het zuidoosten georiënteerde, pseudobasiliek. De kerk heeft een halfingebouwde westtoren met ingesnoerde naaldspits. De kerk werd gebouwd in baksteen maar de onderkant van de toren is in natuursteen. Mogelijk is materiaal van de oudere kerk hiervoor gebruikt.

## Interieur
Veel van het kerkmeubilair werd verwerkt in nieuwere altaren. Een belangrijk kunstwerk is een drieluik dat wordt toegeschreven aan een leerling van Dirk Bouts en zou omstreeks 1500 tot stand zijn gebracht. Dit bevond zich oorspronkelijk in de Sint-Lambertuskapel te Lille. Deze kapel kwam in 1806 aan het parochiebestuur van Berg. In 1889 was de kapel dermate verwaarloosd dat onder meer het drieluik naar de kerk werd overgebracht. Na restauratie kwam het in 1956 opnieuw naar de kerk.
Het hoofdaltaar is van 1843. Uit het midden van de 18e eeuw is een biechtstoel in Lodewijk XV-stijl. ook uit de 18e eeuw is de balustrade van het doksaal en het orgel.